# 西欧の服飾 (15世紀)
15世紀の西欧の服飾（せいおうのふくしょく）では、15世紀のフランスを中心とする西ヨーロッパ地域の服装を扱う。

## 特徴

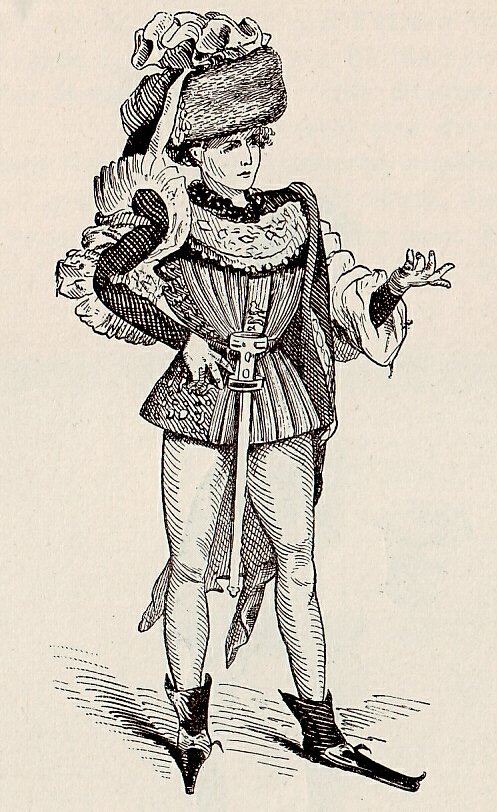
Junger Stutzer

15世紀前半は代表的な中世の衣装であるゴシック様式のファッションが完成した時期である。ゴシック様式の衣類は、はっきりとした色づかい、奇抜な装飾、誇張された体型を特徴としていた。
男性は盛りあがった胸と広い肩を作り上げるため、キルティングのプールポアンの胸や袖付けに厚く綿を入れて逆三角形のシルエットを作っていた。また下半身全体を覆うようになったホーズによって引きしまった脚を男性の魅力と考える傾向が生まれる一方、女性が足を露わにすることを冒涜的な行為として危険視した。
女性は長いスカートと角型の帽子によって二等辺三角形のシルエットを作り、ウエスト位置は胸のすぐ下まで上がっていた。当時の女性は横から見てしなやかなS字のラインを描くスタイルを理想とし、左右に離れた小振りの乳房に胃のあたりから丸くふっくらした腹といった要素が当時の美女に共通する要素だった。
一方、14世紀後半に大きく力を増した商人階級は、より活発な商業活動を行うために製品の増産を求めていた。それまで、製品は個々の工房や修道院で細々と作られていたが、労働力と設備を一か所に集めることで大量に品質の安定した製品を供給できる仕組みが作り上げられた。これが工場制手工業の芽生えである。
1446年にはルイ11世がリヨンに王立工場を設立する。後年のフランス王室がファッション産業によって富を蓄えるようになるのは、これら王立工場の技術とセンスに支えられていた。また、特に、多くの裕福な大商人を抱えるフィレンツェでは都市への富の集中と商人の勢力の拡大によって、封建領主やその庇護を受ける教会による干渉を離れた人間礼賛・古典文芸の復興（ルネサンス）という風潮が盛り上がっていく。西ヨーロッパの封建領主が度重なる戦争によって疲弊していく中、イタリアはファッションの中心地として発展する。

## 男子の服装
この時代、中世的な建築物を思わせる大仰な衣服が隆盛すると同時に、イタリアから始まるルネッサンスの流れで生まれた開放的で軽快な衣服が流行し始めている。

### 庶民
農民は15世紀を通してゴネルというひざ丈程度のチュニックの腰を紐で締め、ブラカエというだぶだぶの長いブレーに、ホーズ、革の短靴というファッションで、中世初期と大きく変わらない服装であった。
町に住む人々のうち、老人は前世紀によく着られていたペリソンという膝上丈の比較的緩やかな上着をそのまま着ていた。老人の他にも法律家や学者、文筆家、医師など威儀を重んじる職種の人たちは丈の長い衣服を好み、シャウベという床に引きずるほど長いローブを好んだ。
若い市民は腰丈の体にぴったりしたジポンやプールポアンを身に着けていた。ジポンとプールポアンは横開きと前開きという以外に大きな違いはないが、ジポンは15世紀前半にはほとんど着られなくなっていた。ブールポアンの上から毛皮で広い襟をつけたごく短いガウンを着ることも多かった。流行のプールポアンには胸や肩にパットが入っており、ぴったりしたホーズに包まれた引きしまった脚とたくましい上半身で対照をなそうとした。プールポアンとホーズはエギュイエットというリボンで結ばれており、このリボンは若者がおしゃれの一環として大変気を使って選んだもので、男装の騎士ジャンヌダルクの華やかなホーズは20本ものリボンで結ばれていた。
マントの類は腰まで届かないほど短かった。靴は15世紀にわたって流行したプーレーヌという先の長細く伸びたものを好んだ。この靴で外出するときはトリッペンという下履きをはいた。帽子は前世紀に人気があったカウル（頭巾の一種）がやや下火になり、幅広の帽子に上にターバンのようにセンダルリボンという絹帯を巻くことが流行した。フランス内乱の際には、ブルゴーニュ派は右側、アルマニャック派は左側に結び余りを垂らし、いずれにも属さないものは頭の上にまとめた。

### 上流市民

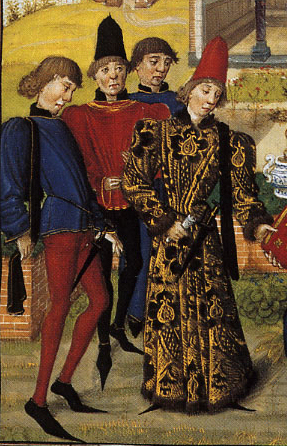
L'Instruction d'un jeune prince

14世紀末から登場したウプランドは豪商たちにも好まれた。袖はタイトな長袖やひらひらとした漏斗型、下に大きく膨らんだ袋型、節くれだったような棍棒型など様々なものが着られていた。袖や裾に、ホタテ型や波型、稲妻形、城壁型などに切り込みを入れるダッギングが流行していた。
15世紀中ごろには有力な市民の若い子息たちは、市松模様や鱗模様、水玉模様、渦巻き模様、縞模様とありとあらゆる色と模様の衣装を着たと記録されている。彼ら若い洒落者たちはイタリアの軽快なファッションをすぐに取り入れ、デコルテを深く刳ったり大きく開いたVネックといったイタリア風の衣装を喜んで取り入れた。大きく開いた襟空きは紐で装飾的に締められ、やはり大きく首回りが開いた刺繍をふんだんに施したシュミーズを覗かせていた。袖もイタリアの伊達男を真似て、途中で切り込みを入れて下着を覗かせたり、肩や肘のあたりで完全に切り離してしまって紐でつづり合わせる凝った袖を好んだ。裕福な上流階級だけの特権的な被り物だったビーバー帽（ビーバーの毛皮で覆ったフェルト帽）は広く用いられるようになっていた。イタリアで流行していた白や赤のダチョウの尾羽を飾った帽子は非常に人気が高く、いつでも品薄であった。
15世紀前半にはお椀を伏せたような髪型で耳の下とうなじを刈りこんでいるため、鬘をかぶったように見える髪型が流行していた。15世紀中ごろからは自然な長髪が流行し、樹脂で髪をスタイリングしてから卵白で髪型を固定した。特に見た目に気を使う若者は鏝を当てて巻き毛にするだけでなく、リボンや飾り帯を髪に飾った。

### 上流階級
15世紀の初め、ドイツではハンガリー人の衣装を真似て服のあちこちに鈴を付けることが流行していた。ドイツ周辺の国にも流行は伝播し、金属製のザクロ型の鈴を頭巾、靴、マント、ベルトなどに吊るしたが、フランス人にとっては鈴を鳴らして歩く姿が滑稽に見えたのかドイツから西にはほとんど広まらなかった。この流行は1460年ごろに下火になるまで続き、以降も道化師の衣装に痕跡が残った。
いっぽうフランスはイングランドとの長い戦争で疲弊し、豊かで平穏なブルゴーニュ地方がファッションの中心地になっていた。ウプランドは膝上丈まで短くなり、毛皮の襟を付けてVネックに仕立てるなどより開放的なデザインが主流になった。衣装はぴったりとしていたのでベルトは必要なくなり、「角笛の帯」と呼ばれる肩から斜めに掛ける飾り帯をつけるようになった。このころ勲章を身につけることが大流行していたので、「角笛の帯」は勲章を飾るのにちょうどよい場所を提供した。ブルゴーニュの宮廷で最もあらたまった色は黒とされ、新しい技術で艶やかに染められるようになった黒い服に真珠などを飾った落ち着いたファッションが流行した。衣装は、それまでは大々的な儀式などの時に着られたようなふんだんな刺繍と宝石を飾った豪奢な絹織物を、ちょっとした外交行事などにも着て歩くようになった。ブルゴーニュのぜいたくな流行として、肩にかけた薄絹の先に飾り用の宝石をふんだんに飾り立てた帽子を縫いつけていた。

## 女子の服装
この時代から体のラインをはっきりと出す服装が主流となった。農民の女性の衣装であったコルセという前を紐締めして着つける衣装が比較的豊かな階級にも好んで着られるようになった。また、現在のボディスにあたる腰までを覆う袖なしの衣装が上流階級に好んで着られた。
フランスでは、ボディスに鯨骨を入れて腰を締めあげる現在のコルセットの直接の先祖にあたる胴衣が登場している。

### 庶民

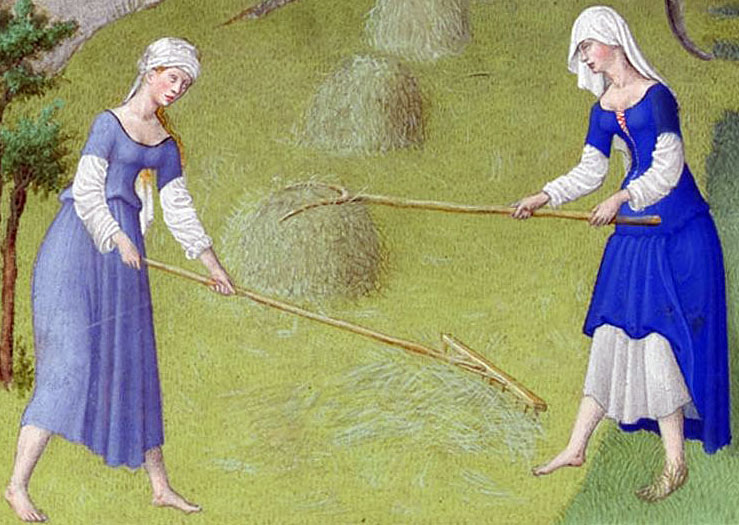
"Très Riches Heures du Duc de Berry"（ベリー公のいとも豪華なる時祷書）より

多くの農民はコットを重ねて着る前時代からのシンプルな服装に、髪を頭巾やスカーフで覆っていた。腰に鍵束や財布などを吊るし、脚には革か布で作って木などで底をつけた靴をはいていた。『ベリー公のいとも豪華なる時祷書』にはフランスの農民の娘が、前を紐締めして腰をほっそりとさせた青いワンピースを白い下着の上にきている姿が描かれている。この前を紐締めする衣装はコルセと呼ばれ、当初は農民の娘の衣装だったが、15世紀中頃までには比較的豊かな階層の娘も着た。
15世紀に造られた聖女像にはコルセをスカートをゆったりと広げて豪華な生地で仕立てた衣装を着ているものがある。これらの聖女像は当時の比較的裕福な若い女性の服飾を参考にしたと思われ、髪は三つ編みにして頭の両側でまとめているもの、ゆるやかに後ろで結ったものなどが見られる。後頭部が大きく張り出した頭巾も流行しているが、より優雅とされたのはやはり14世紀末から登場したエナン帽であった。15世紀に入ってからは、帽子全体をベールが覆っている。靴は流行のプーレーヌであった。

### 上流市民
15世紀の前半は豪華な生地で仕立てたコットや、コルセなどが着られていた。髪は麻などの薄く、張りのある生地を枠に貼って形作った様々な被り物をかぶっていた。15世紀中ごろからは、イタリアモードの影響を受けて襟ぐりを深く開けたウプランドを着ることが主流となる。台形に開けたものが多かった、15世紀の終わりが近づくと深いVネックが多くなるようである。ウエスト位置は胸下までのかなりのハイウエストとなり、スカートにはかなり長い引き裾がついた。当時のおしゃれ着であった替え袖（取り外し可能の腕カバー型のもの。刺繍などを施した）は一般市民の女性は1つもつのが普通であったが、裕福な市民の場合は5つも6つも所有することがあった。袖のために破産状態となる者もいたという。
15世紀の早い時期には、入れ毛を加えて髪をこめかみあたりで角型に結い、上からベールのような被り物をかぶる髪型が人気であった。顔の周りにフリルを付けた頭巾をかぶることも流行したが、15世紀後半には老婆の習俗となった。時代が下ると、髪を後ろで引きつめて額の位置を広く取るスタイルが流行している。こうしたヘッドドレスに使うベールなどを飾るためにホワイトワークといって白糸を使った刺繍や生地に開けた穴をかがる技術がイタリアから導入された。

### 上流階級
早い時期には前世紀に引き続きコタルディが着られたが、極端なハイウエストになった豪華なウプランドが主に流行した。引き裾は、蔵に横座りになっている乗馬姿の絵画でさえも地面のすぐ上まで垂れているほど長い。また、
貴婦人のみが身につける衣装として、アーミン（白テン）の毛皮で作った袖なしで腰丈の上着が登場している。これは、シュールコー・トゥーベール（窓があいた上着）とともに正装において用いられた。